# Frank Corvers
Frank Corvers (Koersel, 12 november 1969) is een Belgisch voormalig wielrenner, actief van 1992 tot 2002.

## Overwinningen
1992
- 1e etappe en eindklassement Ronde van Limburg
- Internationale Wielertrofee Jong Maar Moedig I.W.T.

1995
- Brussel-Ingooigem
- GP van Isbergues

1999
- Grote 1-Mei-Prijs

2001
- Berlare

## Resultaten in voornaamste wedstrijden
| Jaar | Milaan-San Remo | Gent-Wevelgem | Ronde van Vlaanderen | Parijs-Roubaix | Amstel Gold Race | Luik-Bast.‑Luik | Parijs-Brussel | Parijs-Tours |
| ---- | --------------- | ------------- | -------------------- | -------------- | ---------------- | --------------- | -------------- | ------------ |
| 1994 |                 | 51e           | 10e                  | 18e            |                  |                 | 73e            | 133e         |
| 1995 |                 | 50e           |                      | 57e            |                  |                 | Zilver         | 13e          |
| 1996 |                 | 41e           | 36e                  | 32e            | 33e              |                 | 11e            |              |
| 1997 |                 | 70e           | 63e                  |                |                  | 95e             |                |              |
| 1999 |                 | 59e           |                      |                |                  |                 | 47e            |              |
| 2000 | 149e            |               | 87e                  |                |                  |                 | 46e            |              |